# Тильковски, Ханс
Ханс Тилько́вски (нем. Hans Tilkowski; 12 июля 1935, Дортмунд, Вестфалия — 5 января 2020) — западногерманский футболист (вратарь) и тренер.

## Карьера
Начал свою карьеру в «VfL Хусен» 19 и «SUS Kaiserau».
Затем уехал в «Вестфалию 04», сыграл 18 матчей за национальную сборную. Следующим его клубом была дортмундская «Боруссия». С 1963 по 1967 год провёл 81 матч в немецкой Бундеслиге и 21 раз выступал за немецкую национальную команду.
Завершил карьеру во франкфуртском «Айнтрахте» (40 игр в Бундеслиге).
Лучший футболист ФРГ 1965 года.
Тильковски был в составе сборной на чемпионате мира в 1962 и 1966 годах. В 1962 году он был резервным голкипером. Тренер Хербергер взял молодого Вольфганга Фариана номером один.
В 1966 году Тильковски был членом немецкой команды, которая проиграла финал Кубка мира англичанам. Позже он стал работать тренером, возглавлял «Нюрнберг», «Вердер», «Саарбрюккен».

### Трофеи
- Кубок обладателей кубков Европы: 1966
- Победитель Кубка Германии: 1965